# Фипа
Фипа, вафипа (самоназв.) — народ, проживающий на территории Танзании и в соседних районах Замбии и Малави.

## Численность
в Танзании 270000 чел., в Замбии 210000 чел., в Малави 110000 чел. (Андрианов: 1966).

## Язык
фиппа, группы банту.

## Вероисповедание
Большинство фипа придерживается традиционных верований, но есть и христиане.

## Традиционные занятия
Тропическое переложное земледелие (просо, маниок, арахис, бобовые, тыквы, батат, кукуруза, бананы). Традиционное ремесло — резьба по дереву. Разнообразны музыкальные инструменты (струнные, духовые, ксилофоны, барабаны и т. д.) Мужчины работают на плантациях кофе и бананов.

## Социальная структура
Патрилатеральные родовые группы, вождество. Семьи малые, патрилокальные.

## Жилище и быт
Поселения разбросанные. Жилище круглое, из прутьев, обмазанных глиной, крыша в виде конуса. Пища — похлёбки, каши из проса и сорго, лепёшки. В приозёрных областях употребляют рыбу.